# Белобрюхая амадина
Белобрюхая амадина (лат. Lonchura leucogastra) — птица семейства вьюрковых ткачиков отряда воробьинообразных.

## Внешний вид
Существует несколько географических форм белобрюхихих амадин. Из них номинативными считаются птицы, обитающие на Суматре и на юге полуострова Малакка. У самца и самки надхвостье и верхние кроющие хвоста чёрные, остальная верхняя часть тела серо-коричневая с белыми стволиками перьев на спине и кроющих крыла, образующими светлые пестрины. Лоб, горло и зоб черновато-коричневые, маховые чёрно-коричневые. Бока, голень и нижние кроющие хвоста тоже чёрно-коричневые, кроме того, на боках расположены чёрные пятна. Остальная нижняя часть тела белая. Хвост чёрный с жёлтой каймой. Радужка коричневая, надклювье чёрное, подклювье серо-голубое, ноги свинцово-серые.
У птиц, обитающих на островах Филиппинского архипелага: Лусоне, Кантадуанесе, Полилло и Миндоро, спина и кроющие крыла тёмно-коричневого цвета, оперение на лбу и горле чёрное, нижние кроющие хвоста почти чёрные. Птицы, обитающие на южных островах Филиппин окрашены несколько интенсивнее. У них также, в отличие от птиц номинативной формы, ярче выражены белые стволики перьев, образующие светлые пестрины на спине и кроющих крыла. Птицы, живущие на северо-западе острова Калимантан, отличаются от птиц предыдущей формы лишь тем, что белые штрихи-пестрины на верхней части тела выражены очень слабо и мало отличаются от общего фона. На юге острова Калимантан обитают птицы, у которых верхняя часть тела каштаново-коричневая с чёткими, более светлыми штрихами, а чёрное оперение на голове интенсивнее и занимает большую площадь, чем у птиц остальных форм.

## Распространение
Обитают на юге полуострова Малакка, на островах Суматра, Калимантан, Палаван и на Филиппинах. В середине XX века они были завезены на Яву, где хорошо прижились и стали обычными.

## Образ жизни
Населяют окраины лесов, примыкающие к степным ландшафтам. Посещают сады и рисовые поля, где питаются полузрелыми зёрнами риса.

## Размножение
Шарообразные гнёзда с боковым летком строят на бамбуковых порослях, используя стебли и листья травы и сплетая их с бамбуковыми листьями.

## Содержание
О содержании белобрюхих амадин в неволе никаких сведений не имеется. Известно лишь, что в 1936 году моряки ввезли некоторое количество этих птиц в Европу из Сингапура. Больше белобрюхие амадины в Европу не ввозились.